# Élections législatives nord-coréennes de 1986
Les élections législatives nord-coréennes de 1986 ont eu lieu le 2 novembre 1986. 655 députés ont été élus au parlement.
L'ordre du jour de la première session de la huitième Assemblée populaire suprême élue était "Pour la victoire complète du socialisme".
En vertu de la Constitution de 1972, le nombre de sièges à l'Assemblée était de 655. Ce nombre a été porté à 687 après les élections de 1986.

## Résultats
|                          |                                                       |      |     |        |     |
| Parti ou mouvement       | Parti ou mouvement                                    | Voix | %   | Sièges | +/- |
|                          | Front démocratique pour la réunification de la patrie |      | 100 | 655    | 40  |
|                          |                                                       |      |     |        |     |
| Total                    | Total                                                 |      | 100 | 655    | 40  |
| Inscrits / participation | Inscrits / participation                              |      | 100 |        |     |

### Membres élus
Les personnes suivantes ont été élues membres du parlement :
Circonscription : Député
1. Mangyongdae : So Yun-sok
2. Chilgol : Kang Chun-ho
3. Kunggol : Yu Kyu-tong
4. Tangsang : Kim Yong-pok
5. Sonnae : Kim Pok-sil
6. Panpyong : Pak Tae-hun
7. Kwangbok : Chon Kwang-chun
8. Mansu : Kim Ok-sim
9. Chungsong : Cheo Hye-suk
10. Yonhwa : Kim Ung-sang
11. Changgwang : Yi Hyu-mong
12. Ongnyu : Kim Chi-hang
13. Chongnyu : Chi Chong-ae
14. Tongmun : Yi Sun-im
15. Munhung : Yom Tae-chun
16. Tapche : Kim Pyong-kon
17. Sagok : O Chae-won
18. Viam : Om Kil-son (ru)
19. Songyo : Yi Hwa-sun
20. Namsin : Kim Hoe-il
21. Sanop : Pak Chun-hung
22. Tungme : Kim In-hwa
23. Yulgok : Kim Kyong-suk
24. Ansan : Pak Nyong-hui
25. Ponghak : Yi Chong-yul
26. Yukkyo : Chon Yong-ki
27. Kansong : Na Chong-hui
28. Yonmot : Hong To-hwan
29. Changgyong : Yi Hwa-yong
30. Hasin : Paek Chang-yong
31. Chungsin : O Ki-su
32. Harimsan : Kang Tok-su
33. Wonbong : Yi Chun
34. Chijangsan : Kim Yong-cho
35. Hwoebul : Yi Chun-ku
36. Hyokson : Kim Yong-tae
37. Taesongsan : Chon In-tok
38. Sinri : Kim Chung-nin
39. Munsin : Yun Pyong-kwon
40. Saesallim : Kim Tong-nyon
41. Samma : Hong Si-kun
42. Unpasan : No Ui-hwa
43. Sojang : Kang Sun-hui
44. Potonggang : Pak Mun-chan
45. Kyonghung : Han Ati-su
46. Pulgungori : Yang Se-kon
47. Moran : Tae Pyong-yol
48. Chonsung : Nam Sun-hui
49. Pipa : Yi Kye-paek
50. Kinmaul : Choe In-tok
51. Kumsu : Hong Pom-kil
52. Yonghung : Kim Song-yul
53. Yongbuk : Chon Mun-sop
54. Anhak : O Sang-nok
55. Kobang : Yi Tan
56. Haebang : Iim Hwa-suk
57. Kuwolsan : Kim Yong-wan
58. Songsin : Choe Kil-sun
59. Mirim : Yi Tong-chun
60. Ihyon : Kim Chin-suk
61. Chongbaek : Ho Pok-tok
62. Wonam : Pak Tae-ho
63. Yongnam : Kim Tong-chun
64. Sopo : Pak Yong-sok
65. Sangdang : Kim Ha-kyu
66. Hadang : Paek Sol-hui
67. Singan : Yi Sin-cha
68. Haksan : Kim Kil-san
69. Yonggung : Mun Tok-hwan
70. Yongchu : Hwang San-ho
71. Oun : Ho Jong-suk
72. Hwasong : Yu Pyong-yun
73. Konji : Choe Sung-chon
74. Haebal : Sim Tae-kyun
75. Yokpo : Yi Sung-hui
76. Taehyon : Kang Hui-won
77. Sungho : Tak Hyong-che
78. Matan : Pyon Ung-hui
79. Songmun : Nam Sang-nak
80. Todok : Yi Chu-ung
81. Yokchon : Chon Mun-uk
82. Sokpak : Choe Tae-pok
83. Kangdong : Pak Song-chol
84. Ponghwa : Kim Po-pi
85. Hukyong : Choe Su-san
86. Songga : Kim Il-chol
87. Hari : Han Pong-nyo
88. Chunghwa : Cho Myong-nok
89. Myongwol : Son Song-pil
90. Changsan : Cho Chil-song
91. Majang : Kim Su-ui
92. Kangnam : Chi Chang-ui
93. Yupo : Kim Ki-ha
94. Changhang : Yu Chun-ok
95. Sangwon : Kim Ki-nam
96. Posonggang : Kim Sang-rin
97. Pyongsong : Han Chang-kun
98. Tumu : Pak Chong-hyon
99. Chungdok : Yang Hyong-sop
100. Chigyong : Hwang In-sop
101. Samwha : Cho Mi-ri
102. Kuwol : Choe Tong-hui
103. Haksu : Tak Chong-suk
104. Onchon : Sin Sang-kyun
105. Sohwa : Han Chan-ok
106. Porim : Kim Yong-chan
107. Chungsan : Yi Hyong-su
108. Pungjong : Pak Chong-su
109. Sokda : Chu Chang-chun
110. Taedong : Hwang Chang-yop
111. Yongok : Pak Tae-kap
112. Sijong : Han Yong-hye
113. Pyongwoti : Yim Chun-chu
114. Opa : Kim Yong-ok
115. Unbong : Yim Nok-chae
116. Hanchon : No Chong-hui
117. Sukchon : Kim Si-hak
118. Yongdok : Kim Ui-sun
119. Unjong : Kim Yong-mu
120. Kumpung : Han Sun-hui
121. Komhung : Pak Il-hwan
122. Mundok : Yi Chun-son
123. Ipsok : Kim Kum-ok
124. Yongo : Kim Tong-myong
125. Sangbong : Kang Song-san
126. Kimungum : Kim Ho-kyong
127. Sinanju : Kim Ki-pom
128. Anju : Hyon Ung-sil
129. Sangso : Kwak Tae-sam
130. Yonggye : Chang Won-sun
131. Namhung : Choe Han-chun
132. Songdo : Chu Kil-pon
133. Kaechon : Mun Su-ok
134. Namjon : Yang In-ho
135. Sambong : Pak Yong-sop
136. Pobu : Yi Myo-nyo
137. Hunu : Yu Sang-kol
138. Choyang : Yun Ung-su
139. Yongjin : Ho Nam-ki
140. Yongwon : Kim Yong-yon
141. Mukbang : Kim Pong-ul
142. Chunhyok : Chong-To-son
143. Sunchon : No Pok-hwa
144. Subok : Kim Chong-wan
145. Daedok : So Chae-hung
146. .Kumsan : Kim Chong-sil
147. Yonpo : Hyon Mu-kwang
148. Yonbong : Chon Ung-su
149. Changson : Han Chong-ho
150. Puhung : Kim Che-min
151. Osa : Yi Chong-kun
152. Chonsong : Kim Nam-kyo
153. Kubong : Kim Chi-hyop
154. Chaedong : Kim Chong-suk
155. Chudok : Choe Myong-kun
156. Songchon : Yi Chong-u
157. Kunja : Kim Pong-chu
158. Sinsongchoh : Yi Yong-pu
159. Changnim : Pak Son-pil
160. Tokam : Yang In-kil
161. Huichang : Won Chong-sam
162. Sungin : Chon Hui-chong
163. Taekin : Kim Yong-taek
164. Sinyang : An Myong-ok
165. Kwanghung : Kim Ung-chol
166. Yangdok : Yun Ki-chong
167. Unha : Kim Ok-nyon
168. Pukchang : Yi Chi-chan
169. Okchon : Yang Yong-kon
170. Sungni : Yi Won-kwan
171. Changmal : O Yong-pang
172. Kongwon : So Mong-chun
173. Chahgsang : Kim Choi-won
174. Chongsong : Kong Chin-tae
175. Hyongbong : Kim Hak-pong
176. Chenam : Kim Kwang-chin
177. Sungnisan : Sonu Chon-il
178. Maengsan : Pak Kil-yon
179. Yongwon : Cho Myong-son
180. Taehung : Choe Sang-uk
181. Nagwon : Yon Hyong-muk
182. Yonsang : Choe Tok-sin
183. Songhan : Kim Kyong-suk
184. Majon : Song Tae-yon
185. Chinson : Sonu Munrhung
186. Kwanmun : Chu Song-il
187. Paeksa : Kwon Hybng-suk
188. Minpo : Yi Kum-nyo
189. Miruk : So Chin-sok
190. Pihyon : Chong In-chun
191. Yangchaek : Yi Pyong-kuk
192. Paekma : Chong Song-nam
193. Yongchon : Kim Hui-sam
194. Yangso : Kim Chang-chu
195. Pukchung : Pak Myong-chun
196. Yongampo : Kim Kypng-su
197. Tasan : Yi Song-ho
198. Yomju : Kim Chong-hui
199. Oeha : Mun Song-sul
200. Yongaksan : Yi Man-tae
201. Cholsan : Kil Chun-sik
202. Yonsu : Ha Kuk-song
203. Tongnim : Chong Tae-ik
204. Singok : Kim Yong-sim
205. Kokunyong : Yo Yon-ku
206. Sonchon : Kim Pyong-kil
207. Noha : Rang Pong-kyu
208. Sokhwa : Yi Yong-su
209. Kwaksan : Chang Ki-yong
210. Anui : Yi Ha-sop
211. Chongju : Kim Ok-hyon
212. Wolyang : Hyon Chun-kuk
213. Chimhyang : Kim Song-kuk
214. Osan : Choe Sun-chol
215. Kohyon : Hong Wan-tae
216. Yongnam : Ki Kyong-yul
217. Unjon : Yang Wang-pok
218. Unam : Pang Ae-son
219. Kasan : Kim Yong-chun
220. Pakchon : Kang Pong-ok
221. Maengjung : Yim Chae-man
222. Songsok : Kim Pong-mo
223. Yonbyon : Yi Yong
224. Pakwon : Yi Myon-sang
225. Kujang : Paek Hak-nim
226. Yongdung : Han Kyu-chung
227. Yongmun : Kim Kun-su
228. Yongchol : Kil Ok-hyon
229. Suku : Sin Kyong-sik
230. Unsan : Chong Chun-ki
231. Pukchin : Yu Kye-chin
232. Songbong : Yim Tae-yong
233. Taechon : Kim Pyong-yul
234. Hakbong : Sok Yun-ki
235. Sinbong : Yi O-song
236. Songan : Sonu Pyong-ku
237. Chahung : Pak Nam-gi
238. Chongnyon : Kim Chae-yon
239. Pakesok : Chang Chang-mun
240. Panghyon : Ko Kum-sun
241. Unyang : Kim Chae-yong
242. Chonma : Chong Song-ok
243. Uiju : Hong Il-chon
244. Yonha : Kim Yu-pung
245. Tokhyon : Han Ki-chang
246. Sakju : Pak Song-sil
247. Pungnyon : Yunln-hyon
248. Supung : Han Chong-kon
249. Namsa : Choe Yun-to
250. Taekwan : Yi Chang-son
251. Yangsan : Kim Sok-hyon
252. Changsong : Kim Yu suk
253. Tongchang : Kim Mun-kap
254. Pyokdong : Cho Sa-yong
255. Sorim : Choe Hak-kun
256. Solmoru : Yi Tu-ik
257. Yokpyong : Yi Son-sil
258. Chupyong : Kim Song-hun
259. Chonsin : Cho Yong-sik
260. Chongpyong : An Hui-kon
261. Tongsin : Cho Kuk-yong
262. Yongmin : Kim Chae-yul
263. Hakmu : Kim Hui-yong
264. Chinchon : Chong Chun-sil
265. Unsong : Kim Sundae
266. Songgan : Choe Ung-nok
267. Songyong : Kim Hwan
268. Songha : No Chong-hwan
269. Songwon : Pak Song-won
270. Kopung : Choe Chae-u
271. Usi : Choe Yong-rim
272. Chosan : Cho Sung-ho
273. Wiwon : O Song-yol
274. Yanggang : Han Song-yong
275. Kosan : Kim Kyong-chang
276. Kangan : Yi To-won
277. Tunggong : Kim Un-ha
278. Sijung : Yi Nam-son
279. Sokhyon : So Yun-sok
280. Namchon : Pyon Yong-se
281. Chungsong : Yang Ok-nyo
282. Woeryong : Yi Won-ok
283. Sinmun : Ko Chun-il
284. Yonju : Kim Son-taek
285. Changgang : Hwang Chae-kyong
286. Changjasan : Pak Song-ok
287. Oil : Choe Yong-il
288. Nangnim : Kim Sun-yong
289. Hwapyong : Yi Pong-kil
290. Chasong : Kim Wol-son
291. Chunggang : Yi Chun-song
292. Onchon : Yu Sun-ae
293. Hakchon : Han Sang-kyu
294. Anak : Kim Yong-ok
295. Kyongji : O Chun-sim
296. Taechu : Yi In-pok
297. Chaeryong : O Jin-u
298. Samjigang : Ho Nam-sun
299. Changguk : Kim Won-tu
300. Pukchi : Yang Ki-chin
301. Sinchon : Han Tok-su
302. Saenal : Kim Ki-hwan
303. Yongdang : Kim Chol-myong
304. Hwasan : Yu Chong-hyon
305. Samchon : Yi Um-chon
306. Talchon : Pang Hak-se
307. Ullyul : Chong Ki-yong
308. Changnyon : Paek Nam-il
309. Ullyul Mine : Yi Cha-pang
310. Sindae : No Pyong-sik
311. Kwail : Kang Hyon-su
312. Songhwa : Kim Tong-won
313. Changyon : Sin Won-kyu
314. Nagyon : Yu Suk-kun
315. Yongyon : Chong Yon-hwa
316. Kumi : Yi Ho-rim
317. Taetan : Kim Song-hwa
318. Popyong : Chong Pong-hwa
319. Ongjin : Pak Kun-song
320. Namhae : Paek Pom-su
321. Samsan : Choe Kye-son
322. Manjin : Chang Tong-sun
323. Handong : Chong Yang-sang
324. Kangnyong : Choe Yol-hui
325. Pupo : No Muri-yol
326. Ssanggyo : Yi Mong-ho
327. Pyoksong : An Tal-su
328. Chukchon : Ham Won-chang
329. Haeju : Mun Yong-sun
330. Uppa : Chon Yon-sik
331. Okkye : Kim Yong-son
332. Soae : Min Ung-sik
333. Taegok : Yi Hong-ku
334. Hakhyon : Chon Chin-su
335. Okdong : Song Sun-chang
336. Sinwon : Chong Kyong-hui
337. Muhak : Kim Kap-sun
338. Pyongchon : Yu Myong-hak
339. Sindap : Yi Sang-ik
340. Chongdan : Kim Hu-pun
341. Sinsaeng : Kim Song-ae
342. Toktal : Kim Yun-hyok
343. Chongjong : Yi Hyon-son
344. Chontae : Yi Tok-chung
345. Ohyon : So Kwan-hui
346. Yonjon : Yi Sun-ae
347. Yonan : Kim Sang-nyon
348. Haewol : Yi Nak-pin
349. Paechon : Yi Sok-chin
350. Chongchon : Won Su-pok
351. Kumsong : Chon Pil-nyo
352. Kumgok : Pak Myhong-pin
353. Pyonghwa : Chon Kum-son
354. Sariwon : Pak Ha-yong
355. Pungni : Kang Myong-ok
356. Unhadong : Paek Sol
357. Torim : Pak Ki-so
358. Sangmae : Kim Chong-suk
359. Taesong : Yi Chang-kil
360. Kuchon : Yi Chong-sun
361. Taeunsan : Yi Man-kol
362. Chongbang : An Hui-chan
363. Songnim : Kye Ung-tae
364. Kotpin : Choe Hyon-ki
365. Chondong : Yun Ae-sun
366. Hwangju : So Choi
367. Chimchon : Cho Hye-suk
368. Hukkyo : Kang Song-kun
369. Soksan : U Tal-che
370. Sindok : An Yon-suk
371. Yontan : Choe Chong-nim
372. Kumbong : Han Tal-son
373. Pongsan : Kwak Sun-tok
374. Chonggye : Kang Yong-kol
375. Chongbang : Kim Kuk-tae
376. Unpa : Song Tong-sop
377. Kangalli : Han Chong-song
378. Kwangmyong : Choe Mun-son
379. Insan : Yi Um-chon
380. Taechon : Kim Ybng-un
381. Sohung : YI Chin-kyu
382. Hwagok : Mun Chang-kuk
383. Chajak : Choe Song-hye
384. Suan : Kang Sok-chu
385. Namjong : Yi Kwang-u
386. Yonsan : Kim Yu-sun
387. Sinpyong : Chong Chang-ik
388. Mannyon : Kim Yong-ho
389. Koksan : Han Yun-kil
390. Pyongam : Nam Ki-hwan
391. Singye : Kang Sok-sung
392. Chuchon : Kim Pok-mun
393. Chongbong : Kim Hyong-chong
394. Masan : Kim Chin-hwa
395. Pyongsan : Pak Chang-yong
396. Wahyon : Yi Su-chin
397. Chongsu : Cho Sun-paek
398. Chonghak : O In-hyon
399. Kimchon : Chang Choi
400. Wonmyong : Chu Sung-nam
401. Tosan : Yi Yong-tong
402. Anbong : Chu To-il
403. Chonnae : Ho Tarn
404. Hwara : Kim Sun-na
405. Okpyong : U Tu-tae
406. Munchon : No Sa-pom
407. Munpyong : Yun Ki-pok
408. Segil : Yi Hyong-sik
409. Wau : Yi Ki-tok
410. Yangji : Kim Kwang-chu
411. Pongchun : Nam Si-u
412. Chungchong : Kim U-shong
413. Changchon : Hong Chong-ku
414. Pongmak : Chong Ho-kyun
415. Songhung : An Tan-sil
416. Changjon : Chu Ui-yop
417. Paehwa : Yi Sun-kum
418. Anbyon : Kim Tu-nam
419. Solbong : Chong Chol-su
420. Kosanup : Chong Sin-hyok
421. Pupyong : Kim Sang-ho
422. Sinhyon : Han Hung-nam
423. Nyoja : Kim Kyong-chan
424. Tongchon : Yi Un-sun
425. Kuup : Kim Taek-su
426. Kosong : Jang Song-thaek
427. Onjong : Kwon Sun-ok
428. Wolbisan : Han Sang-yo
429. Soksa : Choe Pok-yon
430. Kumgang : Yu Ho-chun
431. Chihyesan : Kim Yang-pu
432. Changdo : Yi Chin-su
433. Hakpang : Ko Tae-pung
434. Kimwa : Pak Sang-yun
435. Hoeyang : Kim Pong-yul
436. Sindong : Cho Hui-won
437. Chollyong : An Pyong-mo
438. Sepo : Chang Song-u
439. Chungpyong : Yim Hyong-ku
440. Paeksan : Sin Tok-kun
441. Pokkye : Kim Haeng-yon
442. Pyonggang : Chon Chae-son
443. Choksan : Yi Kyae-san
444. Naeimm : Chong Tu-hwan
445. Cholwon : Sin In-ha
446. Anhyop : Chon Kyong-kun
447. Yichon : Pak In-pin
448. Songbuk : Hon Ki-mun
449. Pangyo : Yi Yong-ho
450. Poptong : Kwon Yi-sun
451. Komdok : Kim Che-dong
452. Kumgol : Chon Ha-chol
453. Yongyang : Kim Pil-han
454. N/A
455. Munam : Chong Mun-su
456. Tanchon : Yu Hyong-num
457. Hanggu : Hwang Ha-chong
458. Sindanchon : Yu Yong-sop
459. Chikchol : Kang Sung-yong
460. Ssangyong : Chong Chun-chong
461. Hqchon : Yi Chong-ho
462. Yongwon : Kwon Chong-hyop
463. Sangnong : Cho Yun-hui
464. Yiwon : Kim Choi-man
465. Chaejong : Yi Yong-kyun
466. Mahung : Sin Yong-tok
467. Pukchong : An Pyong-mu
468. Chonghung : Yi Chung-song
469. Sinbukchong : Pak Su-dong
470. Songnam : Cho Chong-chol
471. Sinchang : Choe Sun-tae
472. Toksong : Kim Won-kyun
473. Samgi : Han Man-hi
474. Sokhu : Yi Sung-ki
475. Yanghwa : Un Choi
476. Ohang : Yi Won-su
477. Sinpo : Yi Chong-kyun
478. Pungo : Yi Chae-hwan
479. Unpo : Hyon Chol-kyu
480. Sanyang : Hong Won-pyo
481. Hongwon : Choi Kwang
482. Sojung : Choe Chang-hak
483. Samho : Paek In-chun
484. Yoho : Kwori Sang-ho
485. Soho : Kim Yun-sang
486. Yujong : Kang Yun-kun
487. Chongi : Maeng Tae-ho
488. Hungdok : Sin Tae-hyon
489. Hungso : Chi Chang-se
490. Subyon : Cho Tae+hi
491. Hojon : Kim Chung-il
492. Sapo : Choe Chong-yong
493. Changhung : Pak Pong-yong
494. Toksan : Hong Chun-sil
495. Chongsong : Chong Mun-yong
496. Hoesang : Hong Yong-ok
497. Pyongsu : Chong Hui-chol
498. Hasinhung : Yi Chun-sim
499. Samil : Yu Kwi-chin
500. Nammun : Choe Chong-sun
501. Kumsa : Yi Chun-hwa
502. Tonghungsan : Kim Yong-yon
503. Sosang : Choe Ryong-hae
504. Pyngho : Yo Chun-sok
505. Soun : Cha Yong-pyo
506. Kwangdok : Yi Pil-sang
507. Sangjung : Yi Ul-sol
508. Tongbong : Yi Yong-ae
509. Hamju : Yi Kyong-son
510. Rusang : So Kwang-hun
511. Changhung : Han Tong-wan
512. Yonggwang : Kim Yong-chun
513. Sujon : U Tal-ho
514. Tonghung : Cho Chong-kil
515. Yongsong : Kim Jong-il
516. Sinhung : Kim Tae-ok
517. Punghung : Ri Kun-mo
518. Palchon : Hong Tuk-yong
519. Pujon : Yang Yohg-kyok
520. Changjin : An Sung-hak
521. Sasu : Kim Song-chol
522. Pongdae : Kim Yong-chae
523. Chongpyong : Yu Pyong-ok
524. Yulsong : Yi Pong-won
525. Sinsang : Pak Kyong-hwan
526. Sondon : Kim Kil-yon
527. Kumya : Chong Mun-san
528. Chungnam : Yun Myong-kun
529. Chinhung : O Tu-ik
530. Innung : Yi Yon-su
531. Pompo : So Tong-nak
532. Yodok : Kim Sok-hyong
533. Kowon : Yi Pong-kyu
534. Puraesan : Kim Chu-yong
535. Sudong : Sin Song-u
536. Changdong : Cho Hum-ki
537. Ungok : Hong Si-hak
538. Kunhwa : Son Pyong-tu
539. Sinam : Kim Chong-on
540. Chongam : Choe Man-hyon
541. Nakyang : Han Chong-hun
542. Hamgang : Sin Chang-yol
543. Chongsong : Chi Yong-sop
544. Namhyang : Kim Tong-han
545. Malum : Hyon Yong-hui
546. Sunam : Pak Won-kuk
547. Songpyong : Yi Tong-su
548. Sabong : Tong Sun-mo
549. Kangdok : Cho Tae-ryong
550. Nanam : Chon Myong-sim
551. Punggok : Kim Tong-chol
552. Namchongjin : Choe Hyon-tae
553. Puyun : Kim Chun-kum
554. Haksong : Pang Chol-san
555. Tanso : Chon Yong-hun
556. Chegang : Kim Yong-nam
557. Sinpyongdong : Chang Tae-sik
558. Yonho : Choe Ung-su
559. Songam : An Nong-sik
560. Anhwa : Kim Yi-chang
561. Chonggyaedong : Yi Sok
562. Kwanhae : Kim Ku-chong
563. Kilchu : Kim Chl-hun
564. Yongbuk : Kim Wan-chin
565. Chunam : Choe Sang-pyok
566. Ilsin : So Kum-ok
567. Wangjaesan : Nam Tae-kuk
568. Hwadae : Kim Se-yong
569. Pullo : Chon Yong-chun
570. Myongchong : Kim Kuk-hun
571. Kocham : Kim Chang-kyu
572. Hwasong : YiKwi-nok
573. Kuktong : Nam Chong-kl
574. Orang : Kim Sun-sil
575. Odaejin : Yi Chun-pok
576. Kyongsong : Sin Yon-ok
577. Hamyon : Pak Chang-sik
578. Sungam : Choe Chong-kun
579. Puryong : Pak Choi-song
580. Songmak : Kim Won-pok
581. Yonsa : Hwang Sun-myong
582. Musan : Ko Hak-chin
583. Kangson : Chon Sung-kuk
584. Hoeryong : Pak Yong-sun
585. Soedol : Cho Se-ung
586. Taedok : Choe Chang-sik
587. Yuson : Yi Ok-sun
588. Mangyang : Pyon Sung-u
589. Onsong : Chong Hae-son
590. Chuwon : Yi Won-ho
591. Chongsong : An Munition
592. Saebyol : Kith Suhg-chin
593. Kogonwon : Han Hae-tong
594. Yongbukku : Kim Chae-hwan
595. Undok : Chon Pyong-ho
596. Obong : Yi Chong-pom
597. Haksong : Kim Pung-ki
598. Sonbong : Chang Chun-ho
599. Tumangang : Yi Kil-song
600. Huchang : Yi Ki-hwa
601. Sinpa : Kim Pun-ok
602. Samsu : Kim Yong-tuk
603. Pungsan : U Tong-che
604. Pungso : Kim Yong-hyok
605. Kapsan : Yu Chang-won
606. Tongjom : Ri Jong-ok
607. Paegam : Yim Ho-kun
608. Yonam : Yo Pyong-nam
609. Unhung : Pak Sam
610. Oesang : Yi Pyong-uk
611. Hyetan : Pak Chae-yon
612. Hyesan : Kim Chi-se
613. Hyemyong : Yi Yong-u
614. Wiyon : Hong Song-nam
615. Yonbongdong : Chang In-suk
616. Chundong : Yim Tok-un
617. Pochon : Kim Won-chon
618. Samjiyon : Hwang Sun-hui
619. Taehongdan : Pak Kun-su
620. Sungjon : Kim Yong-chon
621. Manwol : Kwori Yong-ok
622. Tongil : Yi In-ho
623. Sonjuk : Pak Chung-kuk
624. Kaepung : Kim Yong-sun
625. Yongsan : Kwon Hui-kyong
626. Haeson : Kim Tae-kyom
627. Panmuh : O Kuk-yol
628. Wolchong : Kim Kyong-chun
629. Changpung : Yi Ha-il
630. Chaha : Kim Ki-son
631. Taedoksan : Yi Kyong-suk
632. Hupo : Han Yun-chang
633. Haean : Kiin Pok-sin
634. Yokchondong : Kim Chong-kwan
635. Sangdaedu : No Pyong-taek
636. Konguk : Pae Un-yong
637. Waudo : Pyon Chang-pok
638. Yongjong : Chang Tae-pong
639. Saegil : Pak Sung-il
640. Taedae : Kim Yong-sam
641. Kiyang : Yang Myong-suk
642. Sohak : Yi Sung-hun
643. Chongsan : Kim Yohg-suk
644. Tokhung : Chong Tu-chan
645. Chamjin : Yi Chong-sun
646. Ponghwadong : Choe Sari-yun
647. Talma : Pang Yohg-tok
648. Wonjong : Yu Hyon-kyu
649. Posan : Chang In-sok
650. Pogu : Chong Yohg-kil
651. Taean : Kim Il-sung
652. Muhaksan : Yi Tuj-sil
653. Yonggang : Yom Ki-sun
654. Okto : Yim Ki-hwan
655. Hyangsan : Chong Yoh-uk